# Marianne Weinhauer
Marianne Weinhauer (* 23. Mai 1938) ist eine ehemalige Funktionärin der SED, die unter anderem zwischen 1976 und 1982 Kandidatin und danach von 1982 bis 1989 Mitglied des Zentralkomitees (ZK) der SED war. Sie fungierte zudem als Abteilungsleiterin im VEB Textilkombinat Cottbus.

## Leben
Marianne Weinhauer wurde 1959 Mitglied der Sozialistischen Einheitspartei Deutschlands und war nach einem Studium als Ingenieurin in Forschung und Entwicklung und dann als Abteilungsleiterin im 1968 gegründeten VEB Textilkombinat Cottbus tätig. Auf dem IX. Parteitag der SED (18.–22. Mai 1976) wurde sie erstmals zur Kandidatin des Zentralkomitees (ZK) der SED gewählt und auf dem X. Parteitag der SED (11.–16. April 1981) wiedergewählt.
Auf der 4. Tagung des X. ZK wurde sie Mitglied des ZK der SED und gehörte diesem Parteigremium nach ihrer Wiederwahl auf dem XI. Parteitag der SED (17.–21. April 1986) bis zum 3. Dezember 1989 an, als das ZK auf der 12. Tagung des ZK geschlossen zurücktrat. Im März 1987 war sie Leiterin einer SED-Delegation beim XIII. Parteitag der Kommunistischen Partei Sri Lankas und wurde dabei vom Generalsekretär des ZK der Kommunistischen Partei Sri Lankas, Kohoruge Pablis Silva, empfangen. Im April 1988 wurde sie in Würdigung hervorragender Verdienste beim Aufbau und bei der Entwicklung der sozialistischen Gesellschaftsordnung in der Deutschen Demokratischen Republik und der Festigung der Freundschaft zwischen den Völkern mit dem Vaterländischen Verdienstorden in Gold ausgezeichnet.